# Kleinfurra
Kleinfurra település Németországban, azon belül Türingiában. Lakosainak száma 1003 fő (2023. december 31.).

## Népesség
A település népességének változása:
| Lakosok száma | 1054 | 1045 | 1010 | 1009 | 1003 |
|               | 2017 | 2019 | 2021 | 2022 | 2023 |